# Le Mad Mag
 (décembre 2022).
- Si vous ne connaissez pas le sujet, laissez ce bandeau (vous pouvez alors contacter les auteurs).
- Si vous supprimez le contenu mis en cause (vous pouvez préalablement contacter les auteurs),

argumentez précisément cette suppression dans la page de discussion
(un manque de référence n'est pas un argument ; une recherche réelle de référence doit avoir été effectuée, être formellement documentée).
Le Mag puis Le Mad Mag était une émission de télévision française diffusée sur NRJ 12 du 10 janvier 2011 au 22 janvier 2018 de 17h25 à 18h10. En août et septembre 2017, un débrief est aussi proposé chaque jour à 19h35 sous le nom : Le Mad Mag : le débrief des filles qui, faute d'audiences, est déprogrammé rapidement. La dernière version du Mag, Le Mad Mag, est déprogrammée à partir du 22 janvier 2018. Le Mad Mag propose différents sujets médiatiques autour de la télé-réalité en accueillant des vedette de ce domaine connues du grand public. Cette émission rencontre un grand succès auprès d'un public souvent assez jeune.

## Concept
Diffusée en fin d'après-midi à 17h25 sur NRJ12, l'émission, a été conçue comme une rampe de lancement du programme Les Anges de la télé réalité. Par la suite, Le Mag est devenu l'émission qui introduit tous les programmes de série-réalité et de réalité scénarisée lancées en quotidienne sur NRJ 12 (L'Île des vérités, Hollywood Girls...). Pour cette raison, le nom de l'émission a varié en même temps que les émissions qu'il précède ; la diffusion de cette émission est donc aléatoire, tenant compte des émissions de série-réalité lancées par NRJ 12.
Il s'agit d'un talk-show, composé d'une équipe de chroniqueurs, qui accueille principalement des candidats de télé-réalité, des chanteurs, des acteurs, des animateurs ou autres occasionnellement. L'émission est devenue indépendante dès la rentrée 2013/2014 : des candidats d'autres émissions de télé-réalité des chaînes concurrentes telles que Secret Story (TF1) ou Les Princes de l'Amour (W9) viennent en faire la promotion, l'émission fait toutefois la promotion des émissions de NRJ 12 diffusées à la suite.
En 2015, Le Mag devient le « Daily Mag » et décrypte l'actualité d'un invité qui n'est pas forcément issu de télé-réalité tout en parlant de divers sujets en rapport avec le paysage audiovisuel français.
En 2016, à la suite de l'échec de la précédente formule, l'émission devient le Mad Mag.
En janvier 2018, à la suite d'une baisse d'audience l'émission s'arrête définitivement.
Le 29 janvier 2018, la Mad Box, jusqu'à présent capsule[Quoi ?] de l'émission, revient juste après l'épisode Inédit de Friends Trip 4.

### Logotypes

Ancien logotype du Mag du 26 août 2013 au 3 juillet 2015
Ancien logotype du Mag du 31 août 2015 au 6 novembre 2015
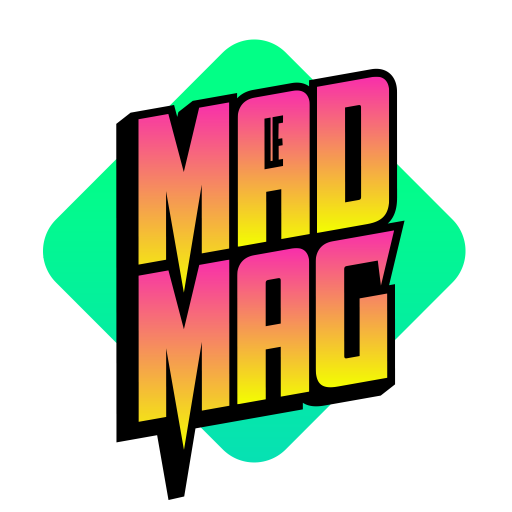
Logotype du Mad Mag 23 février 2016 au 3 février 2017
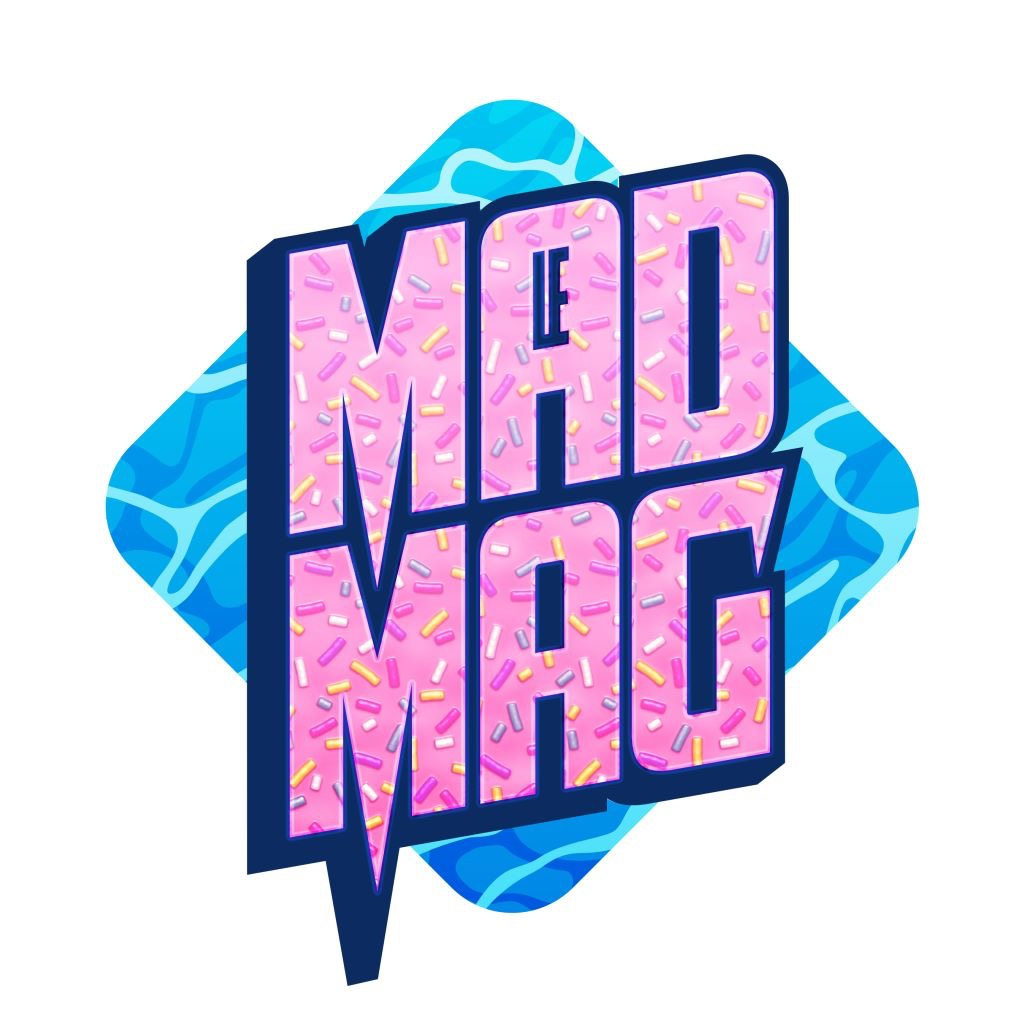
Logotype du Mad Mag du 6 février 2017 au 30 juin 2017

### Présentateurs
Depuis la première saison, Le Mag est présenté par Matthieu Delormeau. Lors de ses absences, son joker est Nicolas Touderte. Les coanimatrices, aux côtés de Matthieu Delormeau ont été successivement : Jeny Priez (suspendue à la suite de l'affaire des paris truqués) de mai 2011 à septembre 2012 ; Ayem Nour d'octobre 2012 à décembre 2013 et Caroline Receveur de janvier 2014 à septembre 2014. À partir de la saison 6, Matthieu Delormeau est dans un premier temps remplacé par le trio Benoît Dubois-Karima Charni-Capucine Anav, mais devant l'échec de la nouvelle formule, Ayem Nour est rappelée pour prendre la tête du Mag. Son joker est Martial Bétirac[réf. souhaitée] jusqu'à son éviction en octobre 2016, il est ensuite remplacé par Aymeric Bonnery.
|                                   | Saison 1 Les Anges, le Mag           | Saison 2 Les Anges, le Mag      | Saison 3 Le Mag                                                                                  | Saison 4 Le Mag                                                                 | Saison 5 Le Mag                             | Saison 6                           | Saison 6                           | Saison 6                                                                    | Saison 6                                                                    | Saison 7                                                                         | Saison 8                           | Saison 8                             | Saison 8                           |
| Le Daily Mag                      | Saison 1 Les Anges, le Mag           | Saison 2 Les Anges, le Mag      | Saison 3 Le Mag                                                                                  | Saison 4 Le Mag                                                                 | Saison 5 Le Mag                             | Le Mag de la Télé-Réalité          | Le Mad Mag                         | Le Mad Mag, la Suite                                                        | Le Mad Mag                                                                  | Le Mad Mag                                                                       | Le Débrief des Filles              | La Mad Box                           |                                    |
| --------------------------------- | ------------------------------------ | ------------------------------- | ------------------------------------------------------------------------------------------------ | ------------------------------------------------------------------------------- | ------------------------------------------- | ---------------------------------- | ---------------------------------- | --------------------------------------------------------------------------- | --------------------------------------------------------------------------- | -------------------------------------------------------------------------------- | ---------------------------------- | ------------------------------------ | ---------------------------------- |
| Animateur/Animatrice Principal(e) | Matthieu Delormeau                   | Matthieu Delormeau              | Matthieu Delormeau                                                                               | Matthieu Delormeau                                                              | Matthieu Delormeau                          | Karima Charmi                      | Capucine Anav                      | Ayem Nour jusqu'au 18 avril 2016 Martial Bétariac à partir du 18 avril 2016 | Ayem Nour jusqu'au 18 avril 2016 Martial Bétariac à partir du 18 avril 2016 | Martial Bétariac jusqu'en octobre 2016 Ayem Nour à partir du mois d'octobre 2016 | Ayem Nour                          | Ayem Nour                            | Benoit Dubois                      |
| Co-Animatrice/Animateur           | Jeny Priez                           | Jeny Priez                      | Jeny Priez (jusqu'en octobre 2012) Anne Denis (octobre 2012) Ayem Nour (à partir d'octobre 2012) | Ayem Nour (jusqu'en décembre 2013) Caroline Receveur (à partir de janvier 2014) | Caroline Receveur (jusqu'en septembre 2014) | Benoit Dubois                      | Benoit Dubois                      |                                                                             |                                                                             |                                                                                  |                                    |                                      |                                    |
| Joker                             | Nicolas Touderte                     | Nicolas Touderte                | Nicolas Touderte                                                                                 | Nicolas Touderte                                                                | Nicolas Touderte                            | Nicolas Touderte                   | Nicolas Touderte                   | Martial Bétariac                                                            | Martial Bétariac                                                            | Aymeric Bonnery                                                                  | Aymeric Bonnery                    | Aymeric Bonnery                      |                                    |
| Date de diffusion                 | Du 10 janvier 2011 au 8 juillet 2011 | Du 29 août 2011 au 29 juin 2012 | Du 27 août 2012 au juin 2013                                                                     | Du 26 août 2013 au 2 juillet 2014                                               | Du 25 août 2014 au juillet 2015             | Du 31 août 2015 au 6 novembre 2015 | Du 31 août 2015 au 6 novembre 2015 | Du 23 mars 2016 au 1er juillet 2016                                         | Du 28 mars 2016 au ... (Date de déprogrammation inconnue)                   | Du 22 août 2016 au 30 juin 2017                                                  | Du 28 août 2017 au 22 janvier 2018 | Du 28 août 2017 au 22 septembre 2017 | Du 29 janvier 2018 au 6 avril 2018 |
| Nombres d'épisodes                |                                      |                                 |                                                                                                  |                                                                                 |                                             |                                    |                                    |                                                                             | ?                                                                           |                                                                                  | 87                                 | 20                                   | 50                                 |

## Saison 1:Les Anges, le mag
Les Anges de la téléréalité : le Mag
Les Anges de la téléréalité: le Mag débute le 10 janvier 2011 et s'achève le 17 février 2011. Cette émission introduit la première saison du programme Les Anges de la téléréalité.

Elle est présentée par Matthieu Delormeau accompagné des chroniqueurs: Julien Mielcarek, Valérie Khal et Thierry Calmont.
Les Anges de la téléréalité 2, le Mag
Le programme débute le 23 mai 2011 et s'achève le 26 juin 2011. Cette émission introduit la deuxième saison du programme Les Anges de la téléréalité.

Elle est présentée par Matthieu Delormeau et co-animée par Jeny Priez. Les chroniqueurs Julien Mielcarek et Valérie Khal sont à nouveau présents et un nouveau chroniqueur a fait son apparition: Cyprien Iov.
Les Anges de la télé, le Mag
Débuté le 27 juin 2011 et s’achevant le 8 juillet 2011. Cette émission précédait la diffusion de la série-réalité Vincent McDoom à la conquête d'Hollywood (du 29 juin au 5 juillet) et Les vacances presque parfaites de Christine Bravo (du 8 au 12 juillet). Elle est présentée par Matthieu Delormeau accompagné des chroniqueurs Julien Mielcarek, Valérie Khal et Cyprien Iov. Durant la dernière semaine de diffusion, Matthieu Delormeau était accompagné chaque jour par une ancienne candidate des Anges (Astrid Poubel le lundi, Caroline Receveur le mardi, Daniela Martins le mercredi, Diana Jones le jeudi et Marlène Duval le vendredi)

### Chroniqueurs
- Julien Mielcarek : Le zapping
- Nicolas Touderte : Que sont-ils devenus ?
- Cyprien Iov : Le Mot de la fin
- Valérie Khal : Val by Night
- Caroline Receveur

## Saison 2:Les Anges, le mag
Les Anges de la télé, le Mag
L'émission débute le 29 août 2011 et s'achève le 9 septembre 2011. Cette émission précédait la diffusion de la série-réalité Les anges gardiens et a été déprogrammée car l'audience réunissait moins de 120 000 téléspectateurs.

Elle est présentée par Matthieu Delormeau accompagné par les chroniqueurs Cyprien Iov, Benoît Dubois et Thomas Vitiello Alina Schiau; deux nouveaux chroniqueurs.
Les Anges de la téléréalité 3, le Mag
L'émission débute le 26 septembre 2011 et s'achève le 2 décembre 2011. Cette émission introduit la troisième saison du programme Les Anges de la téléréalité.

Elle est présentée par Matthieu Delormeau et co-animée par Jeny Priez. Le chroniqueur Benoît Dubois est à nouveau présent et de nouvelles chroniques, ainsi que deux nouveaux chroniqueurs font leur apparition: Anne Denis et Nicolas Toudert. Alina Schiau
Les Anges de la téléréalité 4, le Mag
Les Anges de la téléréalité 4, le Mag débute le 16 avril 2012 et s'achève le 29 juin 2012. Cette émission introduit la quatrième saison du programme Les Anges de la téléréalité.

Elle est présentée par Matthieu Delormeau et co-animée par Jeny Priez. Les chroniqueurs Benoît Dubois et Anne Denis sont à nouveau présents. De nouvelles chroniques et de nouveaux chroniqueurs font leur apparition: Alina Schiau, Caroline Receveur, Dominique Damien Rehel, Loana et Ayem Nour.

### Chroniqueurs
- Ayem Nour : Hollywood News
- Benoît Dubois : Benoît fait le trottoir
- Caroline Receveur : Hollywood News
- Cyprien Iov : Le Mot de la fin

## Saison 3:Le Mag
Hollywood Girls 2, Le Mag
Hollywood Girls 2, le Mag débute le 27 août 2012 et s'achève le 2 novembre 2012. Cette émission précède la diffusion de la deuxième saison de Hollywood Girls : Une nouvelle vie en Californie. Elle est présentée par Matthieu Delormeau et co-animée par Jeny Priez puis par Anne Dennis puis par Ayem Nour. Durant cette émission, les chroniqueurs Benoît Dubois, Thomas Vitiello, Anne Denis, Nicolas Touderte, Caroline Receveur et Dominique Damien Rehel sont présents. De nouvelles chroniques et de nouveaux chroniqueurs font leur apparition: Aurélie Van Daelen, Capucine Anav, Julia Fablat, Marie Garet et Marine Boudou.
L'Île des Vérités 2, Le Mag
L'Île des Vérités 2, le Mag débute le 5 novembre 2012 et s'achève le 4 décembre 2012. Cette émission précède la diffusion de la deuxième saison de L'Île des vérités. Elle est présentée par Matthieu Delormeau et co-animée par Ayem Nour; Jeny Priez suspendue à la suite de l'affaire des paris truqués. Les anciens chroniqueurs: Benoît Dubois, Caroline Receveur, Dominique Damien Rehel, Aurélie Van Daelen, Capucine Anav sont présents et une nouvelle chroniqueuse fait son apparition: Nabilla Benattia.
Star Academy' 9, le Mag
Star Ac' 9, le Mag débute le 5 décembre 2012 et s'achève le 21 décembre 2012. Cette émission précède la diffusion de la Saison 9 de Star Academy. Elle est présentée par Matthieu Delormeau, remplacé tous les jeudis par Nicolas Touderte, et co-animée par Ayem Nour. Les chroniqueurs Benoît Dubois et Dominique Damien Rehel sont présents. De nouvelles chroniques, ainsi que de nouveaux chroniqueurs: Cynthia Brown, Kevin Vatant, Lucie Azard et Lucie Bernardoni. Pour la seconde fois depuis sa création, le Mag est déprogrammé faute d'audience à partir du 21 décembre 2012 et jusqu'à la fin du programme Star Academy.
Les Anges de la téléréalité 5, Le Mag
À partir 5 mars 2013, l'émission se déroule en public et lance l'émission de téléréalité Les Anges 5. Elle est présentée par Matthieu Delormeau et co-animée par Ayem Nour. Certains chroniqueurs des saisons précédentes sont présents: Benoit Dubois, Nicolas Touderte, Dominique Damien Rehel, Capucine Anav, Cynthia Brown, Kevin Vatant, Davia Martelli.

### Chroniqueurs
- Ayem Nour : Hollywood News
- Benoît Dubois : Benoît fait le trottoir
- Caroline Receveur : Hollywood News
- Capucine Anav
- Nabilla Benattia
- Lucie Bernardoni

### Capsules
- Les Mauvaises : sketch humoristique assurée par Benoît Dubois et Thomas Vitiello

## Saison 4:Le Mag
Le Mag
À partir 26 septembre 2013, l'émission se nomme uniquement Le Mag et se déroule toujours en public. Elle lancera tour à tour les émissions de téléréalités L'Île des Vérités 2, Allô Nabilla, Giuseppe Ristorante et Les Anges 6.
Elle est présentée par Matthieu Delormeau et co-animée par Ayem Nour. Certains chroniqueurs des saisons précédentes sont présents : Benoit Dubois, Nicolas Touderte, Dominique Damien Rehel, Capucine Anav, Cynthia Brown, Kevin Vatant, Davia Martelli. De nouvelles chroniques, ainsi que des nouveaux chroniques ont fait leur apparition : Antoni Ruiz, Aurélie Dotremont, Stephane Larue, Tara Damiano, Nicos, Hassan, Kelly Helard, Annabelle Baudin, Gautier Preaux et Florian Paris.
À partir de janvier 2014, Ayem Nour quitte la présentation du Mag pour être remplacé par Caroline Receveur.
À partir du 3 février 2014, Le Mag est diffusé en direct.
Le Debrief de l'Île
En début de saison, une seconde partie intitulée Le débrief de l'île était diffusée après l'épisode du jour. Cette seconde partie, présentée par Matthieu Delormeau accompagné d'Aurélie Dotremont et Priscilla Lya de L'Île des vérités, Kelly Helard des Ch'tis et Sophie Vilmont, journaliste, est déprogrammée le 6 septembre 2013, faute d'audience. En effet, Le débrief de l'île rassemblait environ 100 000 téléspectateurs.

### Chroniques
- Annabelle Baudin : Woua Annabelle
- Antoni Ruiz : Crazy TV
- Aurélie Dotremont : Crevette Quiz
- Benoît Dubois : Benoît et Capu s'occupent de tout, Master Quiche et Speed Dancing
- Capucine Anav : Benoît et Capu s'occupent de tout, Chat va faire mal et Crevette Quiz

## Saison 5:Le Mag
Au cours de la saison, de nouveaux chroniqueurs font ont fait leur apparition dans l'émission : Christie Nicora, Romain Migdalski mais certains sont juste engagés occasionnellement comme Shanna Kress, Thibault Kuro-Garcia, Linda Youdif, Louise Buffet et Julie Ricci.
À la suite de mauvaises audiences, le Mag est déprogrammé à 17 h 00, à partir du 8 septembre 2014.
Le 10 septembre 2014, Caroline Receveur quitte la présentation du Mag.
À partir 17 novembre 2014, le Mag reprend son ancienne case horaire, à 17 h 40.
Présenté uniquement par Matthieu Delormeau et diffusé à partir du 5 janvier 2015, l'émission est de nouveau déplacée à 17 h 00 avant de retrouver son horaire initiale à 17 h 40 dès la semaine suivante. Le Mag se sépare de trois chroniqueurs : Cynthia Brown, Kévin Vatant et Florian Paris pour les remplacer par Maéva et Siham Bengoua.
Durant le printemps 2015, Capucine et Benoît sont amenés à prendre les reines de l'émission afin de tester leurs capacités à diriger une émission. En effet, Matthieu Delormeau a fait savoir qu'il souhaitait quitter l'émission.
Le 26 juin 2015, une semaine avant le départ de Matthieu Delormeau de la présentation du Mag, la chroniqueuse Maéva se fait virer de l'émission pour avoir tenu des propos vulgaire contre le fils cadet de Nicolas Sarkozy sur Twitter.
Le Live de Benoît
Jusqu'en juillet 2015, Benoît présente depuis son loft des nouveaux artistes ou des artistes venant faire la promotion de leur nouveau titre.

### Capsules
- Brigitte & Josiane Institut (Avec Benoît Dubois et Thomas Vitiello)
- Bollywood Girls (Avec Benoît Dubois, Capucine Anav, Kevin Miranda, Dominique Damien Rehel)
- Les Zaventures de les Zanges (Parodie des Anges 7)

## Saison 6:Les Mags
La saison a été marquée par le changement éditorial de la chaîne. L'émission est d'abord scindée en deux parties : Le Daily Mag et Le Mag de la téléréalité. Cependant, cette formule (et plus généralement la nouvelle ligne de la chaîne) est un échec. À la suite de cela, les deux émissions sont supprimées et remplacées par des rediffusions de Tellement vrai.
Cette saison, l'émission a diffusé ces téléréalités :
- Du 24 août 2015 au 16 octobre 2015 pour Les Vacances des Anges : All Stars
- Du 19 octobre 2015 au 23 octobre 2015 pour Coup de jeune à Vegas : Les Ieuvs font leur show (Déprogrammée)

### Le Daily Mag
Lancé le 31 août 2015, le Daily Mag est une version popculture du Mag, présenté en première partie. Karima Charni, ex-animatrice de W9, y présente les dernières tendances aux côtés de Benoît Dubois. L'émission décrypte avec humour et décalage l'actualité d'un invité (qui, cette fois-ci, contrairement au Mag, ne sera pas forcément issu de télé-réalité) spécial (humoriste, chanteur, animateur, etc.) tout en parlant de divers sujets en rapport avec le paysage audiovisuel français. L'émission est en interaction avec les téléspectateurs, notamment avec les membres du réseau social « Twitter ». L'équipe de chroniqueurs est composé de Farradj Touahri, Gaëlle Marie, Marion Gagnot, Martial Betirac et Math Podcast. L'émission est un échec d'audience et est déprogrammée le 6 novembre 2015, Karima, elle, est remerciée par la chaîne[source secondaire souhaitée].

### Le Mag de la téléréalité
À la suite du départ de Matthieu Delormeau, Capucine Anav et Benoît Dubois reprennent l'émission, accompagnés des chroniqueurs Nicolas Touderte, Martial Betirac et Coralie Hamadi. Malgré de nombreuses tentatives de buzz via des parodies ou des peoples de téléréalités invité pour créer des clashs, l'émission est stoppé le 6 novembre 2015 pour un remaniement total. Seuls Benoît, Capucine et Martial seront gardés pour la version d'Angela Lorente.

#### Chroniques
- Coralie Hamadi : Le Zap de la Téléréalité, L'Instant Gossip, le jt people et le face à face
- Farradj Touahri
- Gaëlle Marie : billets d'humour
- Marion Gagnot : La Chroneek Geek !
- Martial Betirac : Face à vos tweets, Mister quiz et billet d'humeur
- Math Podcast : Échec & Math !
- Fayole Molière : La rubrique insolite

### Le Mad Mag
Le Mag signe son grand retour à l'occasion de la saison 8 des Anges, le 23 février 2016, après des rumeurs concernant Benoit et Capucine à l'animation ou encore Guillaume Pley, Adrien Lemaitre, Mikl ou encore Martial... Ce sera finalement Ayem Nour qui animera cette nouvelle version tout en sachant que les 5 premières minutes de chaque épisode sont animées par Martial. La première du Mad Mag attire près de 400 000 téléspectateurs, ce qui est un véritable succès pour NRJ12. Le 18 avril 2016, Ayem quitte la présentation pour donner naissance à son fils et laisse la place à Martial à la présentation.

### Le Mad Mag, la suite
Cette seconde émission est diffusée à partir du lundi 28 mars, à 18 h 55, après les Anges. Aujourd'hui, cette seconde partie d'émission est diffusée de 19H00 à 19H20.
Le Mad Mag, la suite consiste à débriefer l'épisode diffusé précédemment.

#### La Mad Team
- Ayem Nour : animatrice (jusqu'en avril)
- Martial Bétirac : Du lundi au jeudi (animateur à partir de avril)
- Benoît Dubois : Du lundi au jeudi
- Émilie Picch : Lundi, mardi & vendredi
- Capucine Anav : Du mardi au mercredi
- Aurélie Van Daelen : Du mercredi au vendredi
- Amélie Neten : Lundi, jeudi & vendredi
- Mélanie Kah : interview extérieur

#### Capsules
- Les Zaventures de les Zanges (Parodie des Anges 8)

## Saison 7:Le Mad Mag
La saison a été marquée en cours de saison par le remerciement éclair de Martial Betirac de NRJ12, qui remplaçait alors Ayem en congé maternité et qui faisait de ce fait son grand retour. L'émission est diffusée pour plusieurs émissions :
- Du 22 août 2016 au 21 octobre 2016 pour La Revanche des ex
- Du 24 octobre 2016 au 16 décembre 2016 pour Friends Trip 3
- du 2 janvier 2017 au 3 février 2017 pour The Game of Love
- du 6 février 2017 au 30 juin 2017 pour Les Anges 9

### LaMad Teamprincipale
- Ayem Nour : animatrice
- Martial Bétirac : animateur (jusqu'en octobre)
- Andréas Kastrinos (de son surnom Kastros) : du lundi au vendredi
- Aymeric Bonnery : du lundi au vendredi (Joker d'Ayem à l'animation)
- Benoît Dubois : du lundi au jeudi
- Émilie Picch : du mardi au jeudi
- Fiona Deshayes : lundi - mardi - vendredI
- Julien Castaldi : mercredi - jeudi - vendredi
- Tatiana-Laurens Delarue : lundi - vendredi
- Amélie Neten (jusqu'en octobre 2016)
- Aurélie Van Daelen (jusqu'en mars 2017)
- Cyril Hanouna (13 mars 2017)

### Chroniques principales
- L'humeur des chroniqueurs (la Mad Team donne son humeur du jour et répond pourquoi avec une info)
- Le doss' du jour (La Mad Team donne son avis sur ce qui se passe dans la tv réalité du moment)
- On s'en fout ou pas ? (la Mad Team donne son avis sur ce qui fait l'actualité)
- Les Mad News (Kastros donne les infos les plus insolites du moment)
- Bluff tv-réal (Aymeric donne des infos people, il faut deviner s'il bluffe ou pas)
- Le face to face (Un invité ou un chroniqueur donne une vraie ou une fausse information le concernant. Il faut le questionner pour ensuite dire s'il bluffe ou pas)
- Le Mytho Mètre (Les invités passent au détecteur de mensonge humoristique)
- Les mad tweets (Les invités et chroniqueurs répondent à leurs tweets méchants)
- La question qui tue (Ayem ou l'un des chroniqueurs pose une question importante à l'invité)
- La question love (Ayem ou l'un des chroniqueurs pose une question intime à l'invité)
- Like / Pas like (La Mad Team donne son avis sur un candidat dans la tv réalité du moment)
- La boîte à vérités (Ayem et les chroniqueurs répondent à des questions)
- Les actroualités (Ayem donne des infos à trous et les chroniqueurs doivent les compléter)
- Baronnista (Tatiana donne son avis sur les looks des candidats dans la tv réalité du moment)
- Le live de... (Un artiste du moment interprète son dernier titre)
- Castal'Geek (Julien donne des informations concernant les jeux vidéo)

## Saison 8:Le Mad Mag
Cette saison, l'émission est diffusée pour plusieurs émissions :
- Du 28 août 2017 au 20 octobre 2017 pour Les Incroyables aventures de Nabilla et Thomas en Australie.
- Du 28 août 2017 au 17 novembre 2017 pour Les Vacances des Anges : Bienvenue chez les Grecs.
- Le 25 décembre 2017 : Émission spécial Noël.
- Le 31 décembre 2017 : Émission spécial nouvelle année 2018.
- Du 8 janvier 2018 au 22 janvier 2018 : Friends Trip 4.

### LaMad Team
- Ayem Nour : animatrice
- Andréas Kastrinos (de son surnom Kastros) : du lundi au vendredi
- Aymeric Bonnery : du lundi au vendredi (Joker d'Ayem à l'animation)
- Benoît Dubois : du lundi au jeudi
- Émilie Picch : du mardi au jeudi
- Fiona Deshayes : lundi - mardi - vendredI
- Julien Castaldi : mercredi - jeudi - vendredi
- Tatiana-Laurens Delarue : lundi - vendredi
- Maeva Anissa

### Chroniques principales
- La revue de tweets (Un chroniqueur lit les tweets de l'émission de la veille)
- Le buzz du jour (La mad team décrypte l'info marquante dans le monde de la TV Réal)
- La question qui tue (Ayem ou l'un des chroniqueurs pose une question importante à l'invité)
- La question love (Ayem ou l'un des chroniqueurs pose une question intime à l'invité)
- Le doss' du jour (La Mad Team donne son avis sur ce qui se passe dans la tv réalité du moment)
- Les Mad News (Kastros donne les infos les plus insolites du moment)
- Le Bluff tv-réal (Aymeric donne des infos people, il faut deviner s'il bluffe ou pas)
- Le live de... (Un artiste du moment interprète son dernier titre)

### Le débrief des filles
Les filles prennent les commandes ! Chaque jour, Ayem et sa bande Tatiana-Laurence, Fiona et de nouvelles recrues (Maëva, Davia et Marine) débrieferont des épisodes quotidiens et passeront les garçons sur le gril ! Connexion en duplex avec les héros des vacances des anges ou des incroyables aventures de Nabilla et Thomas, happenings qui opposent les filles et les garçons, mais également beaucoup d´humour, le debrief des filles s´annonce comme la vraie pause détente de la fin de journée !
Le débrief des filles est déprogrammé le 22 septembre 2017 ; il est remplacé par la série The Middle à partir du 25 septembre 2017, puis par la série The Big Bang Theory à partir du 2 octobre 2017.

### La Mad Team
- Ayem Nour : Animatrice
- Fiona Deshayes : Du lundi au vendredi
- Tatiana Laurens-Delarue : Du lundi au vendredi
- Maëva Anissa : Du lundi au vendredi
- Davia Martelli : Du lundi au mardi
- Marine Paquet : Du mercredi au vendredi

### La Mad Box
La Mad Box est une capsule humoristique animée par Benoît Dubois et Émilie Picch. Ces derniers débriefent avec humour et autodérision l'épisode inédit de l'émission de téléréalité qui vient d'être diffusé sur la chaîne.

#### Émission Débriefer
Du 29 janvier au 23 février 2018 : Friends Trip 4
Du 26 février 2018 au 9 mars 2018 : Game Of clones
du 12 mars 2018 au 30 avril 2018 : Les Anges 10 : Let's Celebrate